# Aphyle onorei
Aphyle onorei är en fjärilsart som beskrevs av De Toulgoët 1988. Aphyle onorei ingår i släktet Aphyle och familjen björnspinnare. Inga underarter finns listade i Catalogue of Life.